# Жан-Жак Муембе-Тамфум
Жан-Жак Муембе-Тамфум (на китуба: Jean-Jacques Muyembe) е вирусолог от Демократична република Конго.
Роден е на 17 март 1942 година в селско семейство в днешната провинция Квилу. През 1969 година завършва медицина в Университета „Лованиум“ в Киншаса, а през 1973 година защитава докторат по вирусология в Льовенския католически университет. Започва да преподава в Киншаския университет и през 1976 година прави първите наблюдения на болестта ебола, които стават основа за идентифицирането на причиняващия болестта вирус. През следващите десетилетия е сред водещите фигури в борбата срещу ебола и други вирусни заболявания в Африка.